# 太田蘭三
太田 蘭三（おおた らんぞう、1929年4月19日 - 2012年10月22日）は、三重県鈴鹿市出身の小説家。山岳推理小説の第一人者として知られる。本名・太田 等（おおた ひとし）、別筆名に太田 瓢一郎。

## 人物
三重県立津高等学校を経て中央大学法学部卒。
同人誌「新表現」を経て1956年に太田瓢一郎の筆名で時代小説でデビュー。1958年から1963年まで時代ものの単行本の刊行を続けたが、以後単行本の刊行は止まる。その後、長年続けてきた登山と釣りの経験を生かし、釣り雑誌にエッセイや小説を連載していたが、1978年に新しい筆名太田 蘭三で『殺意の三面峡谷』を刊行して再デビュー、山岳推理の新境地を開拓した。
代表作に「釣部渓三郎」シリーズがあり、テレビドラマ化もされている（渓流釣りシリーズ）。ほかに「顔のない刑事」シリーズ、「北多摩署純情派」シリーズ、映画化された『死に花』など。
2012年10月22日死去。83歳没。

## 著書

### 太田瓢一郎 名義
（改題は太田蘭三 名義）
- 『無宿大名』（小説刊行社） 1958、のち改題『無宿若様剣風街道』（祥伝社文庫）
- 『鍔鳴り素浪人』（小説刊行社） 1958
- 『浪人若さま参上』（小説刊行社） 1959
- 『あばれ若君』（小説刊行社） 1959
- 『旅に出た若様』（小説刊行会） 1960
- 『退屈ざむらい』（小説刊行社） 1960、のち改題『旗本けんか侍』（祥伝社文庫）
- 『浪人鴉』（小説刊行社） 1960、のち改題『傘張り侍恋情剣』
- 『わんぱく侍』（小説刊行社） 1960
- 『やくざ若様』（小説刊行社） 1961、のち改題『若様侍政太郎剣難旅』（祥伝社文庫）
- 『将棋若様』（小説刊行社） 1961、のち改題『若様侍隠密行』（祥伝社文庫）
- 『べらんめえ侍 金四郎行状記』（三洋出版社） 1961
- 『はだか侍 金四郎行状記』（三洋出版社） 1961、のち改題『遠山金四郎女難旅』
- 『若さま用心棒』（三洋出版社） 1961、のち改題『真三郎捕物帖』
- 『浪人長屋』（三洋出版社） 1961、のち改題『幽四郎仇討ち帖』
- 『悪太郎江戸を行く』（青樹社） 1962
- 『さむらい無情』（青樹社） 1962
- 『直参一本刀』（青樹社） 1963
- 『士道残酷帖』（青樹社） 1963

### 太田蘭三 名義
- 『殺意の三面峡谷 渓流釣り殺人事件』（祥伝社、ノン・ノベル） 1978、のち角川文庫、祥伝社文庫
- 『脱獄山脈』（祥伝社、ノン・ノベル） 1978、のち角川文庫
- 『三人目の容疑者』（祥伝社、ノン・ノベル） 1979、のち角川文庫
- 『誘拐山脈』（祥伝社、ノン・ノベル） 1980、のち角川文庫
- 『奥多摩殺人渓谷』（祥伝社、ノン・ノベル） 1980、のち角川文庫、講談社文庫
- 『殺意の北八ヶ岳』（祥伝社、ノン・ノベル） 1981、のち角川文庫、講談社文庫
- 『白の処刑』（角川ノベルズ） 1982、のち文庫、講談社文庫
- 『浪人釣り師 大江戸必殺剣』（広済堂出版） 1982、のち改題『浪人釣り師今昔』（角川文庫）
- 『殺人幻想曲』（角川ノベルズ） 1982、のち文庫、講談社文庫
- 『赤い雪崩 穂高殺人事件』（講談社ノベルス） 1982、のち文庫
- 『ネズミを狩る刑事』（角川ノベルズ） 1983、のち改題文庫化『殺人円舞曲』文庫、原題で光文社文庫
- 『破牢の人』（講談社ノベルス） 1984、のち文庫、光文社文庫
- 『餓鬼岳の殺意』（講談社ノベルス） 1985、のち文庫、光文社文庫
- 『夕焼け小焼けで殺されて』（角川ノベルズ） 1985、のち文庫、光文社文庫
- 『南アルプス殺人峡谷』（講談社ノベルス） 1986、のち文庫、光文社文庫
- 『木曽駒に幽霊茸を見た』（講談社ノベルス） 1987、のち文庫、光文社文庫
- 『闇の検事』（祥伝社、ノン・ノベル） 1987、のち講談社文庫
- 『殺意の朝日連峰』（講談社ノベルス） 1987、のち文庫、光文社文庫
- 『葦が泣く 平手造酒異聞』（講談社） 1988、のち文庫
- 『高嶺の花殺人事件』（角川ノベルズ） 1988、のち文庫、講談社文庫
- 『寝姿山の告発』（講談社ノベルス） 1989、のち文庫、光文社文庫
- 『謀殺水脈』（講談社ノベルス） 1990、のち文庫、光文社文庫
- 『密殺源流』（講談社ノベルス） 1990、のち文庫、光文社文庫
- 『殺人雪稜』（講談社ノベルス） 1991、のち文庫、光文社文庫
- 『失跡渓谷』（講談社ノベルス） 1992、のち文庫、光文社文庫
- 『夜叉神峠死の起点』（光文社、カッパ・ノベルス） 1993、のち文庫、講談社文庫
- 『待てば海路の殺しあり』（角川ノベルズ） 1995、のち文庫、講談社文庫
- 『遭難渓流』（講談社ノベルス） 1996、のち文庫
- 『死に花』（角川書店） 2003、のち文庫
- 『袈裟斬り怪四郎』（祥伝社文庫） 2005
- 『無宿千両男 袈裟斬り怪四郎』（祥伝社文庫） 2008

#### 「顔のない刑事」シリーズ
- 『顔のない刑事』（祥伝社、ノン・ノベル） 1979
- 『尾瀬の墓標 顔のない刑事・単独行』（祥伝社、ノン・ノベル） 1981
- 『赤い渓谷 顔のない刑事・追跡行』（祥伝社、ノン・ノベル） 1983
- 『蝶の谷殺人事件 顔のない刑事・脱出行』（祥伝社、ノン・ノベル） 1986
- 『断罪山脈 顔のない刑事・潜入行』（祥伝社、ノン・ノベル） 1987
- 『逃げた名画 顔のない刑事・密捜行』（祥伝社、ノン・ノベル） 1989
- 『潜行山脈 顔のない刑事・突破行』（祥伝社、ノン・ノベル） 1989
- 『鮫と指紋 顔のない刑事・特捜行』（祥伝社、ノン・ノベル） 1990
- 『恐喝山脈 顔のない刑事・極秘行』（祥伝社、ノン・ノベル） 1991
- 『美人容疑者 顔のない刑事・特捜介入』（祥伝社、ノン・ノベル） 1992
- 『緋い鱗 顔のない刑事・緊急指令』（祥伝社、ノン・ノベル） 1993
- 『富士山麓悪女の森 顔のない刑事・潜伏捜査』（祥伝社、ノン・ノベル） 1994、のち文庫
- 『一匹竜の刑事 顔のない刑事・決死行』（祥伝社、ノン・ノベル） 1984
- 『密葬海流 顔のない刑事・内偵指令』（祥伝社、ノン・ノベル） 1995、のち文庫
- 『発射痕 顔のない刑事・囮捜査』（祥伝社、ノン・ノベル） 1996、のち文庫
- 『消えた妖精 顔のない刑事・追走指令』（祥伝社、ノン・ノベル） 1997、のち文庫
- 『緊急配備 顔のない刑事・隠密捜査』（祥伝社、ノン・ノベル） 2000、のち文庫
- 『蛇の指輪 顔のない刑事・迷宮捜査』（祥伝社、ノン・ノベル） 2004、のち文庫

#### 「釣部渓三郎」シリーズ
- 『仮面の殺意 釣部渓三郎シリーズ』（講談社ノベルス） 1993、のち文庫
- 『被害者の刻印 釣部渓三郎シリーズ』（講談社ノベルス） 1994、のち文庫
- 『遍路殺がし 釣部渓三郎シリーズ』（講談社ノベルス） 1999、のち文庫

#### 「北多摩署」シリーズ
- 『殺人猟域 北多摩署純情派シリーズ』（光文社、カッパ・ノベルス） 1992、のち文庫、講談社文庫
- 『箱根路、殺し連れ 北多摩署純情派シリーズ』（光文社、カッパ・ノベルス） 1994、のち文庫
- 『殺人熊 北多摩署純情派シリーズ』（光文社、カッパ・ノベルス） 1995、のち文庫
- 『殺・風景 北多摩署純情派シリーズ』（光文社、カッパ・ノベルス） 1997、のち文庫
- 『摩天崖 警視庁北多摩署特別出動』（祥伝社、ノン・ノベル） 1998、のち文庫
- 『殺人理想郷 北多摩署純情派シリーズ』（光文社、カッパ・ノベルス） 1999、のち文庫
- 『虫も殺さぬ 北多摩署純情派シリーズ』（光文社、カッパ・ノベルス） 2000、のち改題文庫化『警視庁北多摩署特捜本部』（講談社文庫）
- 『口唇紋 北多摩署純情派シリーズ』（光文社、カッパ・ノベルス） 2001、のち文庫
- 『斧折れ 警視庁北多摩署特捜本部』（光文社、カッパ・ノベルス） 2005
- 『首輪 警視庁北多摩署特捜本部』（講談社ノベルス） 2007

## メディア・ミックス

### テレビドラマ
テレビ朝日系
- 渓流釣りシリーズ（1979年 - 1992年、「土曜ワイド劇場」枠、主演：緒形拳 → 近藤正臣 → 林隆三）

フジテレビ系
- 事件調査員 南条真琴 東京〜隠岐 摩天崖殺人事件（2005年2月25日、「金曜エンタテイメント」枠、主演：森口瑤子、原作：摩天崖）

### 映画
- 死に花（2004年公開）[2]